# Discografia formației Fall Out Boy
Discografia formației Fall Out Boy consistă din șase albume de studio, două albume în concert, o compilație, cinci extended play-uri, douăzeci și două de single-uri și treizeci și trei de videoclipuri muzicale. De la formarea lor în 2001, Fall Out Boy au vândut mai mult de 7.5 milioane de albume mondial. Formația a fost formată în Wilmette, Illinois de către prietenii Joe Trohman și Pete Wentz, care au cântat în formații de hardcore punk și heavy metal locale din Chicago; Patrick Stump a fost ales să fie cântărețul principal nu cu mult după formare. Ei au debutat cu EP-ul split Project Rocket / Fall Out Boy (2002) și mini-LP-ul Fall Out Boy's Evening Out with Your Girlfriend (2003), ambele lansate prin Uprising Records. După lansarea acestora, toboșarul Andy Hurley s-a alăturat formației Fall Out Boy iar Stump a început să cânte la chitara ritmică, formând grupul actual. După ce au semnat cu Fueled By Ramen, Fall Out Boy au lansat primul lor album de studio, Take This to Your Grave, în mai 2003. Urmând lansarea albumului, formația a semnat cu Island Records. Cel de-al doilea album de studio, From Under the Cork Tree, a fost lansat în mai 2005 și a devenit un mare succes comercial, ajungând numărul nouă pe US Billboard 200 și a fost certificat 2x Platină de către Recording Industry Association of America (RIAA). Popularitatea albumului a fost ajutată de succesul primelor două single-uri, „Sugar, We're Goin Down” și „Dance, Dance”, care au devenit hituri în top zece pe US Billboard Hot 100 și au avut două milioane de downloadări fiecare.
Al treilea album de Fall Out Boy, Infinity on High, a fost lansat în februarie 2007, debutând la numărul unu pe Billboard 200 cu 260,000 de vânzări în prima săptămână și fiind certificat Platină de către RIAA. „This Ain't a Scene, It's an Arms Race”, single-ul principal de pe album, a ajuns numărul doi pe Billboard Hot 100 și a ajuns în top zece in țări ca Canada, Noua Zeelandă și Regatul Unit. Al doilea single, „Thnks fr th Mmrs”, a ajuns numărul unsprezece pe Hot 100 și a avut 2.4 milioane de downloadări. Infinity on High de asemenea a produs single-urile „"The Take Over, the Breaks Over"” și „I'm Like a Lawyer with the Way I'm Always Trying to Get You Off (Me & You)”. Formația a lansat al patrulea album de studio numit Folie à Deux în decembrie 2008; a debutat la numărul opt pe Billboard 200 cu 149,000 de vânzări în prima săptămână și a fost certificat Aur de către RIAA. Trei single-uri au fost lansate de pe Folie à Deux – cel mai de succes dintre acestea era „I Don't Care”, care a ajuns numărul 21 pe Hot 100.
Fall Out Boy a lansat compilația Believers Never Die – Greatest Hits în noiembrie 2009. Urmând lansarea albumului, formația a anunțat că vor lua o pauză nedefinită. Grupul a anunțat sfârșitul hiatului lor cu patru ani mai târziu, lansând single-ul „My Songs Know What You Did in the Dark (Light Em Up)”; a ajuns numărul treisprezece pe Billboard Hot 100 și a fost certificat 3x Platină. Al cincilea album, Save Rock and Roll, a fost lansat pe 16 aprilie 2013. A debutat la numărul unu pe Billboard 200 cu 154,000 de vânzări în prima săptămână. PAX AM Days, un EP influențat de punk și hardcore, a urmat să fie lansat pe 15 octombrie. „Centuries” a fost lansat ca single-ul principal de pe al șaselea album în septembrie 2014, ajungând pe Hot 100 la numărul 10 și primind o certificație 3x Platină. Al șaselea album, American Beauty/American Psycho, a devenit al treilea număr unu de pe Billboard 200 al formației, cu 192,000 de vânzări în prima săptămână.

## Albume

### Albume de studio
| Titlu                                                                                      | Detaliile albumului                                                                              | Poziții pe chart | Poziții pe chart | Poziții pe chart | Poziții pe chart | Poziții pe chart | Poziții pe chart | Poziții pe chart | Poziții pe chart | Poziții pe chart | Poziții pe chart | Vânzări                       | Certificații                                                                                     |
| Titlu                                                                                      | Detaliile albumului                                                                              | SUA              | AUS              | CAN              | FRA              | GER              | IRL              | JPN              | NZ               | SWI              | UK               | Vânzări                       | Certificații                                                                                     |
| ------------------------------------------------------------------------------------------ | ------------------------------------------------------------------------------------------------ | ---------------- | ---------------- | ---------------- | ---------------- | ---------------- | ---------------- | ---------------- | ---------------- | ---------------- | ---------------- | ----------------------------- | ------------------------------------------------------------------------------------------------ |
| Take This to Your Grave                                                                    | - Lansat: 6 mai 2003 (SUA) - Casa de discuri: Fueled By Ramen - Formate: CD, LP                  | —                | —                | —                | —                | —                | —                | —                | —                | —                | 96               | - SUA: 634,000                | - RIAA: Aur - BPI: Aur                                                                           |
| From Under the Cork Tree                                                                   | - Lansat: 3 mai 2005 (SUA) - Casa de discuri: Island - Formate: CD, LP, digital download         | 9                | 87               | 7                | 131              | —                | 32               | 86               | 29               | —                | 12               | - SUA: 2,700,000              | - RIAA: 2× Platină - BPI: Platină - MC: 2× Platină                                               |
| Infinity on High                                                                           | - Lansat: 6 februarie 2007 (SUA) - Label: Island - Formats: CD, LP, digital download             | 1                | 4                | 2                | 17               | 25               | 6                | 11               | 1                | 75               | 3                | - US: 1,400,000 - UK: 446,807 | - RIAA: Platină - ARIA: 2× Platină - BPI: Platină - IRMA: Platină - MC: Platinum - RMNZ: Platină |
| Folie à Deux                                                                               | - Lansat: 16 decembrie 2008 (SUA) - Casa de discuri: Island - Formate: CD, LP, digital download  | 8                | 9                | 21               | 41               | 48               | 52               | 6                | 26               | 84               | 39               | - SUA: 449,000                | - RIAA: Aur - ARIA: Platină - BPI: Aur                                                           |
| Save Rock and Roll                                                                         | - Lansat: 16 aprilie 2013 (SUA) - Casa de discuri: Island - Formate: CD, LP, digital download    | 1                | 2                | 1                | 25               | 15               | 4                | 9                | 2                | 31               | 2                | - SUA: 735,000                | - BPI: Aur - MC: Aur                                                                             |
| American Beauty/American Psycho                                                            | - Lansat: 20 ianuarie 2015 (SUA) - Casa de discuri: Island, DCD2 - Formate: CD, digital download | 1                | 3                | 1                | 55               | 12               | 6                | 9                | 4                | 15               | 2                |                               | - BPI: Aur - MC: Aur                                                                             |
| „—” arată o înregistrare care nu a ajuns pe chart sau nu a fost lansata în acel teritoriu. |                                                                                                  |                  |                  |                  |                  |                  |                  |                  |                  |                  |                  |                               |                                                                                                  |

### Albume în concert
| Titlu                                                                                      | Detaliile albumului                                                                           | Poziții pe chart | Poziții pe chart | Poziții pe chart | Poziții pe chart | Poziții pe chart | Certificații    |
| Titlu                                                                                      | Detaliile albumului                                                                           | US Video         | AUS              | BEL (WA)         | JPN              | UK               | Certificații    |
| ------------------------------------------------------------------------------------------ | --------------------------------------------------------------------------------------------- | ---------------- | ---------------- | ---------------- | ---------------- | ---------------- | --------------- |
| Live in Phoenix                                                                            | - Lansat: 1 aprilie 2008 (SUA) - Casa de discuri: Island - Formate: CD, digital download, DVD | 1                | 32               | 51               | 114              | 147              | - RIAA: Platină |
| Live in Tokyo                                                                              | - Lansat: 7 august 2013 (JPN) - Casa de discuri: Universal Japan - Formate: CD, DVD           | —                | —                | —                | 126              | —                |                 |
| „—” arată o înregistrare care nu a ajuns pe chart sau nu a fost lansata în acel teritoriu. |                                                                                               |                  |                  |                  |                  |                  |                 |

### Compilații
| Titlu                               | Detaliile albumului                                                                              | Poziții pe chart | Poziții pe chart | Poziții pe chart | Poziții pe chart | Poziții pe chart | Poziții pe chart | Poziții pe chart | Certificații  |
| Titlu                               | Detaliile albumului                                                                              | SUA              | SUA Alt.         | SUA Rock         | AUS              | JPN              | IRL              | UK               | Certificații  |
| ----------------------------------- | ------------------------------------------------------------------------------------------------ | ---------------- | ---------------- | ---------------- | ---------------- | ---------------- | ---------------- | ---------------- | ------------- |
| Believers Never Die – Greatest Hits | - Lansat: 17 noiembrie 2009 (SUA) - Casa de discuri: Island - Formate: CD, digital download, DVD | 77               | 14               | 21               | 25               | 19               | 79               | 88               | - BPI: Argint |

### Extended play-uri
| Titlu                                                                                      | Detaliile albumului                                                                                     | Pozițiile pe chart | Pozițiile pe chart | Pozițiile pe chart | Pozițiile pe chart | Pozițiile pe chart | Pozițiile pe chart | Vânzări                    |
| Titlu                                                                                      | Detaliile albumului                                                                                     | SUA                | SUA Alt.           | SUA Rock           | AUS                | UK                 | UK Rock            | Vânzări                    |
| ------------------------------------------------------------------------------------------ | --- | ------------------ | ------------------ | ------------------ | ------------------ | ------------------ | ------------------ | -------------------------- |
| Project Rocket / Fall Out Boy (cu Project Rocket)                                          | - Lansat: 28 mai 2002 (SUA) - Casa de discuri: Uprising - Formate: CD                                   | —                  | —                  | —                  | —                  | —                  | —                  | - SUA: 25,000              |
| Fall Out Boy's Evening Out with Your Girlfriend                                            | - Lansat: 25 februarie 2003 (SUA) - Casa de discuri: Uprising - Formate: CD                             | —                  | —                  | —                  | —                  | —                  | —                  | - SUA: 127,000             |
| My Heart Will Always Be the B-Side to My Tongue                                            | - Lansat: 18 mai 2004 (SUA) - Casa de discuri: Fueled By Ramen - Formate: CD/DVD                        | 153                | —                  | —                  | —                  | —                  | —                  |                            |
| Leaked in London                                                                           | - Lansat: 6 februarie 2007 (mondial) - Casa de discuri: Island - Formate: Digital download              | —                  | —                  | —                  | —                  | —                  | —                  | N/A (downloadare gratuită) |
| PAX AM Days                                                                                | - Lansat: 15 octombrie 2013 (SUA) - Casa de discuri: Island, PAX AM - Formate: CD, 7", digital download | 25                 | 7                  | 10                 | 59                 | 81                 | 6                  |                            |
| „—” arată o înregistrare care nu a ajuns pe chart sau nu a fost lansata în acel teritoriu. | |                    |                    |                    |                    |                    |                    |                            |

## Single-uri
| Titlu                                                                                      | An   | Poziții pe chart | Poziții pe chart | Poziții pe chart | Poziții pe chart | Poziții pe chart | Poziții pe chart | Poziții pe chart | Poziții pe chart | Poziții pe chart | Certificații                                                                  | Album                               |
| Titlu                                                                                      | An   | SUA              | SUA Alt.         | SUA Pop          | AUS              | CAN              | IRL              | NLD              | NZ               | UK               | Certificații                                                                  | Album                               |
| ------------------------------------------------------------------------------------------ | ---- | ---------------- | ---------------- | ---------------- | ---------------- | ---------------- | ---------------- | ---------------- | ---------------- | ---------------- | ----------------------------------------------------------------------------- | ----------------------------------- |
| „Dead on Arrival”                                                                          | 2003 | —                | —                | —                | —                | —                | —                | —                | —                | —                |                                                                               | Take This to Your Grave             |
| „Grand Theft Autumn/Where Is Your Boy”                                                     | 2003 | —                | —                | —                | —                | —                | —                | —                | —                | —                |                                                                               | Take This to Your Grave             |
| „Saturday”                                                                                 | 2003 | —                | —                | —                | —                | —                | —                | —                | —                | —                |                                                                               | Take This to Your Grave             |
| „Sugar, We're Goin Down”                                                                   | 2005 | 8                | 3                | 6                | —                | —                | 33               | 99               | —                | 8                | - RIAA: 4× Platină - BPI: Argint - MC: Aur                                    | From Under the Cork Tree            |
| „Dance, Dance”                                                                             | 2005 | 9                | 2                | 5                | —                | 3                | 35               | —                | —                | 8                | - RIAA: 3× Platină - BPI: Argint - MC: Platină                                | From Under the Cork Tree            |
| „A Little Less Sixteen Candles, a Little More "Touch Me"”                                  | 2006 | 65               | 38               | 33               | —                | —                | —                | —                | —                | 38               |                                                                               | From Under the Cork Tree            |
| „This Ain't a Scene, It's an Arms Race”                                                    | 2007 | 2                | 8                | 14               | 4                | 4                | 5                | 41               | 1                | 2                | - RIAA: Platină - ARIA: Platină - BPI: Argint                                 | Infinity on High                    |
| „Thnks fr th Mmrs”                                                                         | 2007 | 11               | 19               | 13               | 3                | 12               | 17               | 81               | 11               | 12               | - RIAA: Aur - ARIA: Platină - BPI: Argint - MC: Platină                       | Infinity on High                    |
| „"The Take Over, the Breaks Over"”                                                         | 2007 | —                | —                | —                | 17               | —                | 24               | —                | 30               | 48               |                                                                               | Infinity on High                    |
| „I'm Like a Lawyer with the Way I'm Always Trying to Get You Off (Me & You)”               | 2007 | 68               | —                | 24               | 28               | —                | —                | —                | 33               | 91               |                                                                               | Infinity on High                    |
| „Beat It” (cu John Mayer)                                                                  | 2008 | 19               | —                | —                | 13               | 8                | 21               | 98               | 14               | 21               |                                                                               | Live in Phoenix                     |
| „I Don't Care”                                                                             | 2008 | 21               | 21               | 22               | 20               | 35               | 31               | —                | —                | 33               | - RIAA: Platină - ARIA: Aur - MC: Aur                                         | Folie à Deux                        |
| „America's Suitehearts”                                                                    | 2009 | 78               | —                | 30               | 26               | —                | —                | —                | —                | 76               |                                                                               | Folie à Deux                        |
| „Headfirst Slide into Cooperstown on a Bad Bet”                                            | 2009 | 74               | —                | —                | —                | 64               | —                | —                | —                | —                |                                                                               | Folie à Deux                        |
| „What a Catch, Donnie”                                                                     | 2009 | 94               | —                | —                | —                | 95               | —                | —                | —                | —                |                                                                               | Folie à Deux                        |
| „Alpha Dog”                                                                                | 2009 | —                | —                | —                | 60               | —                | —                | —                | —                | —                |                                                                               | Believers Never Die – Greatest Hits |
| „My Songs Know What You Did in the Dark (Light Em Up)”                                     | 2013 | 13               | 7                | 7                | 30               | 19               | 33               | 63               | 13               | 5                | - RIAA: 3× Platină - ARIA: Platină - BPI: Arhint - MC: 3× Platină - RMNZ: Aur | Save Rock and Roll                  |
| „The Phoenix”                                                                              | 2013 | 80               | 35               | —                | 86               | 73               | 72               | —                | 40               | 36               |                                                                               | Save Rock and Roll                  |
| „Alone Together”                                                                           | 2013 | 71               | —                | 21               | 40               | —                | —                | —                | —                | 81               | - RIAA: Aur                                                                   | Save Rock and Roll                  |
| „Young Volcanoes”                                                                          | 2013 | —                | —                | —                | —                | —                | —                | —                | —                | 64               |                                                                               | Save Rock and Roll                  |
| „Centuries”                                                                                | 2014 | 10               | 4                | 13               | 55               | 26               | 59               | —                | 32               | 22               | - RIAA: 3× Platină - BPI: Argint                                              | American Beauty/American Psycho     |
| „Immortals”                                                                                | 2014 | 72               | —                | —                | 82               | 71               | —                | —                | —                | 84               | - RIAA: Aur                                                                   | Big Hero 6 Soundtrack               |
| „American Beauty/American Psycho”                                                          | 2014 | —                | —                | —                | —                | —                | —                | —                | —                | 61               |                                                                               | American Beauty/American Psycho     |
| „Uma Thurman”                                                                              | 2015 | 49               | 19               | 24               | —                | 73               | —                | —                | —                | 71               | - RIAA: Aur                                                                   | American Beauty/American Psycho     |
| „Irresistible”                                                                             | 2015 | 77               | —                | —                | 104              | 82               | —                | —                | —                | 70               |                                                                               | American Beauty/American Psycho     |
| „—” arată o înregistrare care nu a ajuns pe chart sau nu a fost lansata în acel teritoriu. |      |                  |                  |                  |                  |                  |                  |                  |                  |                  |                                                                               |                                     |

## Alte cântece pe chart
| Titlu                                                                                      | An   | Poziții pe chart | Poziții pe chart | Poziții pe chart | Poziții pe chart | Album                               |
| Titlu                                                                                      | An   | SUA              | SUA Rock         | UK               | UK Rock          | Album                               |
| ------------------------------------------------------------------------------------------ | ---- | ---------------- | ---------------- | ---------------- | ---------------- | ----------------------------------- |
| „The Carpal Tunnel of Love”                                                                | 2007 | 81               | —                | —                | —                | Infinity on High                    |
| „The (Shipped) Gold Standard”                                                              | 2008 | 120              | —                | —                | —                | Folie à Deux                        |
| „"From Now on We Are Enemies"”                                                             | 2009 | —                | —                | —                | 35               | Believers Never Die – Greatest Hits |
| „Where Did the Party Go”                                                                   | 2013 | —                | 43               | —                | —                | Save Rock and Roll                  |
| „The Mighty Fall” (cu Big Sean)                                                            | 2013 | —                | 47               | —                | —                | Save Rock and Roll                  |
| „Save Rock and Roll” (cu Elton John)                                                       | 2013 | —                | 28               | —                | —                | Save Rock and Roll                  |
| „Love, Sex, Death”                                                                         | 2013 | —                | —                | —                | 35               | PAX AM Days                         |
| „The Kids Aren't Alright”                                                                  | 2014 | 118              | 10               | 189              | —                | American Beauty/American Psycho     |
| „Fourth of July”                                                                           | 2015 | —                | 18               | —                | 3                | American Beauty/American Psycho     |
| „Jet Pack Blues”                                                                           | 2015 | —                | 24               | —                | 12               | American Beauty/American Psycho     |
| „Novocaine”                                                                                | 2015 | —                | 31               | —                | 13               | American Beauty/American Psycho     |
| „Twin Skeleton's (Hotel in NYC)”                                                           | 2015 | —                | 34               | —                | 19               | American Beauty/American Psycho     |
| „Favorite Record”                                                                          | 2015 | —                | 37               | —                | 20               | American Beauty/American Psycho     |
| „—” arată o înregistrare care nu a ajuns pe chart sau nu a fost lansata în acel teritoriu. |      |                  |                  |                  |                  | American Beauty/American Psycho     |

## Alte apariții
| Titlu                                        | An   | Album                                           |
| -------------------------------------------- | ---- | ----------------------------------------------- |
| „Save Your Generation”                       | 2003 | Bad Scene, Everyone's Fault: Jawbreaker Tribute |
| „Yule Shoot Your Eye Out”                    | 2003 | A Santa Cause: It's a Punk Rock Christmas       |
| „Grand Theft Autumn” (acustic)               | 2004 | Atticus: Dragging the Lake 3                    |
| „Start Today”                                | 2005 | Tony Hawk's American Wasteland                  |
| „Nobody Puts Baby in the Corner” (acustic)   | 2005 | MySpace Records Vol. 1                          |
| „Roxanne”                                    | 2005 | ¡Policia!: A Tribute to the Police              |
| „What's This?”                               | 2007 | Coșmar înainte de Crăciun: Ediția Specială      |
| „One and Only” (Timbaland cu Fall Out Boy)   | 2007 | Shock Value                                     |
| „Saturday Night's Alright for Fighting”      | 2014 | Goodbye Yellow Brick Road: Revisited & Beyond   |
| „Back to Earth” (Steve Aoki cu Fall Out Boy) | 2014 | Neon Future I                                   |

## Videoclipuri muzicale
| Titlu                                                                        | An   | Regizor(i)                 |
| ---------------------------------------------------------------------------- | ---- | -------------------------- |
| „Dead on Arrival”                                                            | 2003 | Greg Kaplan                |
| „Grand Theft Autumn/Where Is Your Boy”                                       | 2003 | Dale Resteghini            |
| „Saturday”                                                                   | 2003 | Shane Drake                |
| „Sugar, We're Goin Down”                                                     | 2005 | Matthew Lenski             |
| „Sugar, We're Goin Down” (live)                                              | 2005 | Jeff Seibenick             |
| „Dance, Dance”                                                               | 2005 | Alan Ferguson              |
| „A Little Less Sixteen Candles, a Little More "Touch Me"”                    | 2006 | Alan Ferguson              |
| „This Ain't a Scene, It's an Arms Race”                                      | 2007 | Alan Ferguson              |
| „The Carpal Tunnel of Love”                                                  | 2007 | Kenn Navarro               |
| „Thnks fr th Mmrs”                                                           | 2007 | Alan Ferguson              |
| „"The Take Over, the Breaks Over"”                                           | 2007 | Alan Ferguson              |
| „I'm Like a Lawyer with the Way I'm Always Trying to Get You Off (Me & You)” | 2007 | Alan Ferguson              |
| „Beat It” (cu John Mayer)                                                    | 2008 | Shane Drake                |
| „I Don't Care”                                                               | 2008 | Alan Ferguson              |
| „America's Suitehearts”                                                      | 2009 | Matthew Stawski            |
| „What a Catch, Donnie”                                                       | 2009 | Alan Ferguson              |
| „Headfirst Slide into Cooperstown on a Bad Bet”                              | 2009 | Shane Valdés               |
| „Alpha Dog”                                                                  | 2009 | Harvey White               |
| „My Songs Know What You Did in the Dark (Light Em Up)”                       | 2013 | Donald/Zaeh                |
| „The Phoenix”                                                                | 2013 | Donald/Zaeh                |
| „Young Volcanoes”                                                            | 2013 | Donald/Zaeh                |
| „Alone Together”                                                             | 2013 | Donald/Zaeh                |
| „The Mighty Fall” (cu Big Sean)                                              | 2013 | Donald/Zaeh                |
| „Love, Sex, Death”                                                           | 2013 | Brendan Walter             |
| „Just One Yesterday” (cu Foxes)                                              | 2013 | Donald/Zaeh                |
| „Where Did the Party Go”                                                     | 2013 | Donald/Zaeh                |
| „Death Valley”                                                               | 2013 | Donald/Zaeh                |
| „Rat a Tat” (cu Courtney Love)                                               | 2014 | Donald/Zaeh                |
| „Miss Missing You”                                                           | 2014 | Donald/Zaeh                |
| „Save Rock and Roll” (cu Elton John)                                         | 2014 | Donald/Zaeh                |
| „Immortals”                                                                  | 2014 |                            |
| „Centuries”                                                                  | 2014 | Syndrome                   |
| „American Beauty/American Psycho”                                            | 2014 | Syndrome                   |
| „Irresistible”                                                               | 2015 | TBC                        |
| „Uma Thurman”                                                                | 2015 | SCANTRON FILMS & Mel Soria |